# Leshansaurus
Leshansaurus ("ještěr z prefektursy Le-šan") byl rod teropodního dinosaura z čeledi Sinraptoridae, žijícího v období pozdní jury (asi před 160 miliony let) na území dnešní Číny.

## Historie a popis
Typový druh L. qianweiensis byl popsán čínskými paleontology v roce 2009. Fosilie tohoto dinosaura byly objeveny v souvrství Shangshaximiao, bohatém na zkameněliny dinosaurů. Tento středně velký teropod byl dlouhý asi 5,5 metru a vážil pravděpodobně několik stovek kilogramů.